# Obra viva

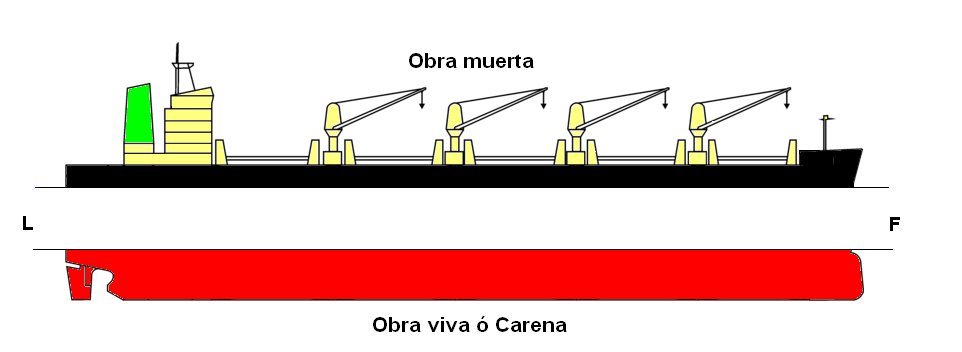
Obra viva i obra morta d'un vaixell mercant.

Obra viva s'anomena a la superfície submergida d'un vaixell. És la part del buc que de forma permanent, i amb la màxima càrrega admissible, està submergida. Normalment, es distingeix amb un color vermell o ocre.
Es pot associar al terme carena excepte en el cas d'un buc de perfil rectangular en el que al no haver-hi canvi de vessant no es pot parlar de carena.
A part hi ha una altra diferència de matís: l'obra viva és canviant, ja que, depenent de la càrrega del vaixell, el volum submergit per tant l'obra viva varia. En canvi la carena té un sentit més estàtic: al "donar carena" es fa a tota aquella part susceptible de ser submergida amb qualsevol càrrega del vaixell.

## Càlcul de l'obra viva
La fórmula va ser obtinguda pel  Doctor C.B. Barrass, del Dept of Maritime Studies, del Liverpool Polytechnic , com a resultat de l'anàlisi de 300 casos en laboratori amb models a escala i altres de la pràctica real.
{\displaystyle h={\frac {V^{2}}{100}}*C_{b}} Navegació en aigües poc profundes obertes.

{\displaystyle h={\frac {V^{2}}{50}}*C_{b}} Navegació en aigües poc profundes i restringides (canals).
on:
- {\displaystyle H} és el valor en metres de l'efecte esquat.
- {\displaystyle V} és la velocitat de vaixell en nusos.
- {\displaystyle C_{b}} és el coeficient de block o bloc.

Pel que es desprèn que l'efecte de "augment de l'obra viva" és directament proporcional al quadrat de la velocitat i al coeficent de block.